# 崔德文
崔德文（韓語：최덕문，1970年—），韓國男演員。

## 演出作品

### 電視劇
- 2003年：MBC《烈愛無間道》
- 2004年：SBS《陽光照射》
- 2006年：KBS2《雪之女王》飾演 吳科長
- 2007年：KBS2《魔王》飾演 姜羲秀
- 2009年：MBC《不能停止》飾演 九鎮宇
- 2010年：KBS2《推奴》飾演 趙先生
- 2010年：KBS2《Drama Special－可怕的巧合》飾演 慶水
- 2011年：KBS2《Drama Special－那男子在這》飾演 尹載勳
- 2011年：JTBC《發酵家族》飾演 趙臺實
- 2012年：MBC《馬醫》飾演 孝宗
- 2012年：tvN《我愛李太利》飾演 李太利的叔叔
- 2012年：KBS2《田禹治》飾演 季巽
- 2013年：KBS2《鯊魚》飾演 江熙洙
- 2013年：tvN《請回答1994》飾演 金東哲
- 2013年：KBS2《總理與我》飾演 高達標
- 2014年：OCN《能看見鬼的警察處容》飾演 楊秀赫
- 2014年：MBC《Triangle》 飾演 張正國（特別出演）
- 2014年：KBS2《Drama Special－我就要死了》飾演 醫生
- 2014年：JTBC《善巖女高偵探團》飾演 安洪旻
- 2015年：tvN《豪苟的愛》飾演 蘇施民
- 2015年：KBS2《記得你》飾演 羅奉成
- 2015年：KBS2《無理的前進》飾演 金炳才
- 2016年：MBC《再一次 Happy Ending》飾演 組長
- 2016年：OCN《鄰家英雄》飾演 閔部長
- 2016年：tvN《記憶》飾演 周在民
- 2016年：搜狐視頻《評價女王》飾演 崔昌碩
- 2016年：JTBC《青春時代》飾演 吳鍾奎
- 2016年：JTBC《所羅門的偽證》飾演 金尙德
- 2017年：tvN《芝加哥打字機》飾演 田雪的父親
- 2017年：JTBC《只是相愛的關係》飾演 李康斗的父親
- 2018年：KBS2《你也是人類嗎》飾演 David
- 2018年：MBC《時間》飾演 南大哲
- 2018年：KBS2《就算死也喜歡》飾演 姜明瀚
- 2018年：tvN《Drama Stage-再见，我的人生保险》飾演 金先生
- 2019年：tvN《會讀心術的那小子》飾演 金甲勇（特別出演）
- 2019年：KBS2《監獄醫生》飾演 張敏碩 （特別出演）
- 2019年：MBC《新入史官丘海昤》飾演 閔益平
- 2020年：tvN《金錢遊戲》飾演 國慶民
- 2020年：OCN《Search》飾演 韓大植
- 2020年：MBC《Kairos》飾演 金佑碩
- 2021年：tvN《黑道律師文森佐》飾演 卓洪碩
- 2021年：tvN《機智醫生生活2》飾演 秋哲宇(秋秋爸爸)
- 2021年：MBC《莫比烏斯：黑色太陽》飾演 金在煥
- 2022年：JTBC《綠色媽咪會》飾演 金酎析
- 2022年：MBC《醫法刑事》飾演 李道亨
- 2022年：tvN 《獵鑽緝兇》飾演 姜赫弼
- 2022年：MBC 《禁婚令，朝鮮婚姻禁止令》飾演 開耳
- 2023年：JTBC《奇蹟的兄弟》飾演 吳組長
- 2023年：SBS 《權貴復仇》飾演 南向日
- 2023年：Disney+《Moving》飾演 全永錫
- 2023年：wavve《交易》饰演 朴宇南（特別出演）
- 2023年：tvN《运气好的日子》飾演 高洙煥
- 2024年：MBC《搜查班長1958》饰演 刘大千[3]
- 2024年：Channel A《Check-In 漢陽》飾演 洪珉植
- 2025年：tvN／TVING《元敬》饰演 河仑

### 電影
- 1999年：《薄荷糖》
- 2003年：《痛愛ing》
- 2004年：《木埔是港口》飾演 容基
- 2005年：《南極日記》飾演 徐載慶
- 2005年：《愛情談判》飾演 趙秉運
- 2006年：《野獸》
- 2006年：《愛在那年盛夏》飾演 尹錫英的前輩
- 2007年：《壽》飾演 李沅載
- 2007年：《假面》飾演 李亨思
- 2010年：《超能力者》飾演 Abby
- 2011年：《藍鹽》
- 2007年：《火車》飾演 河成植
- 2012年：《人類滅亡報告書》飾演 廚師
- 2012年：《盜賊門》飾演 賭場經理
- 2013年：《恐怖直播》飾演 職場人男士 1
- 2013年：《小說，與電影的相遇》
- 2014年：《鳴梁：怒海交鋒》飾演 田雪的父親
- 2014年：《人孔》飾演 金鐘浩
- 2015年：《暗殺》飾演 黃德三
- 2015年：《思悼》飾演 洪麟漢
- 2017年：《容順》
- 2017年：《騙子》
- 2019年：《王的文字》飾演 鄭麟趾
- 2019年：《盤索里拳擊手》飾演 張社長
- 2019年：《涯月（朝鲜语：애월）》飾演 金社長
- 2019年：《黑錢（朝鲜语：블랙머니 (영화)）》飾演 徐權榮
- 2020年：《悲喜交加》飾演 金泰孝
- 2022年：《極速快遞》飾演 任基邦（特別出演）
- 2022年：《限制》飾演 姜成燦
- 2023年：《殺戮羅曼史》飾演 崔代表
- 2023年：《露梁：死亡之海》飾演 宋希立
- 2024年：《网军部队》饰演 崔坪浩
- 2024年：《棉花绽放的日子》（목화솜 피는 날）[4]

## 外部連結
- 崔德文的Instagram帳戶
- 崔德文在NAVER上的资料
- 崔德文在韩国电影数据库（KMDb）上的資料（韓語）
- 崔德文在互联网电影资料库（IMDb）上的資料（英文）